# Patripasianism
Patripasieni („suferitorii paterni”) este o etichetă aplicată de anti-papă (Hipolit din Roma) majorității creștinilor, care erau fideli papalității. Conform lui Hipolit, acești creștini credeau că Isus din Nazaret era identic cu Dumnezeu Tatăl, Hipolit trăgând concluzia că ei afirmau că Dumnezeu Tatăl ar fi venit în lume și suferit pe cruce.
Conform lui Bart Ehrman acest fenomen religios ilustrează faptul că ortodoxia unui secol poate fi erezie pentru secolele ulterioare.